# Kasparov Chessmate
Kasparov chessmate es un videojuego de ajedrez desarrollado por Hexacto en 2005 para Windows.
En este videojuego se juega al ajedrez contra diferentes rivales controlados por el ordenador. Estos estarán ordenados por dificultad, y podrás jugar contra ellos en partida amistosa o en torneo; o contra un jugador humano.
El programa tiene dos fundamentales modos para un jugador. El primero permite a un jugador para configurar el tablero, el tiempo y el nivel de dificultad para un solo juego y permite enmendar los errores. El segundo, el "Club de Ajedrez Kasparov", establece una serie de oponentes de habilidad cada vez mayor, todos los cuales tienen que ser derrotado para ganar. El juego también permite jugar contra oponentes humanos a nivel local.
A diferencia de la serie Chessmaster, no tiene ningún entrenamiento real o sección de tutoriales. Sin embargo, sí cuentan con la opción para sincronizar la versión para PC con la versión de Palm, por lo que el puntaje del jugador y el progreso en el torneo se puede conservar en todas las plataformas.
El videojuego es capaz de calcular el Elo de un perfil creado en el juego y se pueden ver todas las partidas que Kasparov jugó contra otras personas como Viswanathan Anand, Vladímir Krámnik o Karpov

## Personajes
El jugador y los integrantes del Club Kasparov, incluido el propio Gary Kasparov.